# دون دیویس

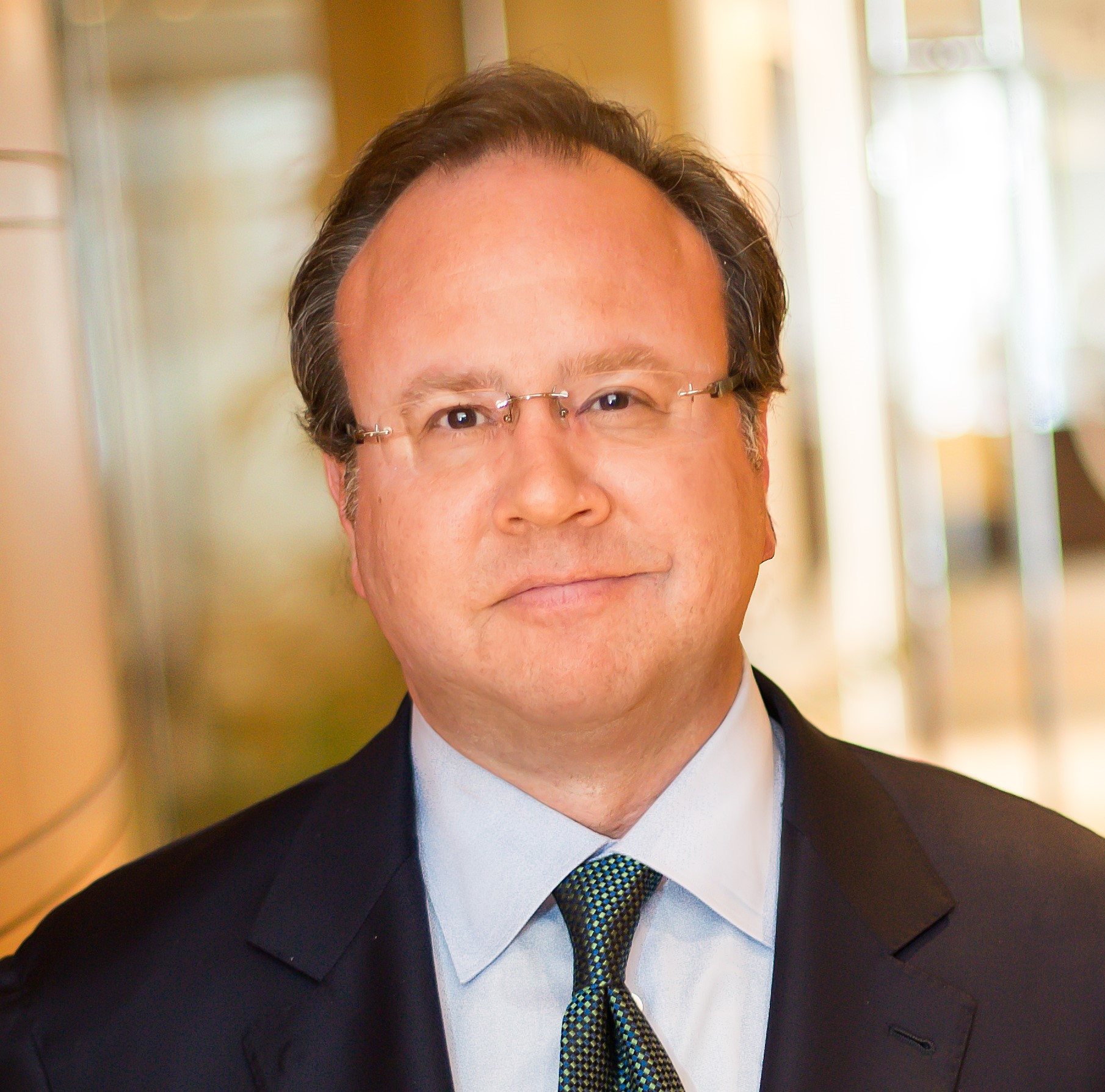
دون دیویس در سال ۲۰۲۲

دون دیویس (انگلیسی: Donn Davis؛ زادهٔ ۴ اکتبر ۱۹۶۲) کارآفرین و مدیر ورزشی اهل ایالات متحده آمریکا است، که در سال ۲۰۰۸ لیگ مبارزان حرفه‌ای را تأسیس کرد و هم‌اکنون مالک آن به‌شمار می‌آید.